# Miwa concert tour 2012 "guitarium"
『miwa concert tour 2012 "guitarium"』（ミワ コンサート ツアー 2012 ギタリウム）は、miwaの2枚目のライブ映像作品。

## 概要
miwaの2ndアルバム『guitarium』リリース後、2012年5月 - 6月に行われた、COTTON USA協賛のライブツアー『miwa concert tour 2012 "guitarium"』のうち、6月23日に東京ドームシティホールで行われたライブの模様を全曲収録している。
DVD・BD、それぞれ初回生産限定盤・通常版の4種パッケージでリリース。初回生産限定盤仕様は、三方背ケース入り、ブックレット付き、特典映像あり。
音声トラック：リニアPCM (48KHz/16bit) ※Blu-ray本編
なお、9thシングル「ヒカリヘ」初回生産限定盤DVDには、翌日6月24日の渋谷公会堂でのライブドキュメントが収録されている。

## 収録曲
1. OPENING
2. いくつになっても
3. Chasing hearts
4. FRiDAY-MA-MAGiC
5. Take@chance
6. メリーゴーランド
7. コットンの季節
8. ハツナツ
9. クレアデルネ
10. Jexxxa
11. またね
12. don’t cry anymore
13. 醒めない夢
14. hys-
15. 441
16. ふたりのサタディ
17. chAngE
18. again×again
19. 片想い
20. 始まりは終わりじゃない
21. 春になったら

アンコールはM.19以降。

### 特典映像（初回生産限定盤のみ)
- 「ヒカリヘ」 Video Clip - フルサイズ収録[3]
- リトルガール（渋谷公会堂 2012年06月24日公演より）
- MC（渋谷公会堂 2012年06月24日公演より） - おたこ体操を収録。